# Callisto
|  | No s'ha de confondre amb Cal·listo. |

Callisto és un personatge fictici de Marvel Comics, associat amb els X-Men. Creada per l'escriptor Chris Claremont i l'artista Paul Smith, va aparèixer per primera vegada en Uncanny X-Men núm. 169 (data de portada maig de 1983). Ella era la líder de l'assentament mutant subterrani de la ciutat de Nova York "els Morlocks". No obstant això, després d'una trobada amb els X-Men, Callisto perd un duel amb una Storm pel lideratge dels Morlocks. Storm va deixar el grup en la cura de Calisto. Tot i que van tenir una difícil aliança al principi han desenvolupat una relació basada en el respecte mutu.
Des de la seva introducció original als còmics, el personatge ha aparegut en diversos altres productes amb llicència de Marvel, incloses pel·lícules i sèries de televisió de dibuixos animats. Callisto va fer el seu debut en el cinema en la pel·lícula de 2006, X-Men: The Last Stand, on és interpretada per l'actriu Dania Ramírez. També va aparèixer a la pel·lícula del Marvel Cinematic Universe de 2024 Deadpool & Wolverine, interpretada per Chloe Kibble.